# Walter Benjamin
Walter Bendix Schönflies Benjamin (phát âm tiếng Đức: [ˈvaltɐ ˈbɛnjamiːn]; 15 tháng 7 năm 1892 – 26 tháng 9 năm 1940)
là một nhà phê bình văn học, nhà triết học, nhà phê bình xã hội, nhà tiểu luận, dịch giả và phát thanh viên truyền thanh người Đức gốc Do Thái. Mang trong mình sự hòa trộn của chủ nghĩa duy tâm Đức, chủ nghĩa lãng mạn, chủ nghĩa duy vật lịch sử và chủ nghĩa thần bí Do Thái, Benjamin đã có những đóng góp lâu dài và ý nghĩa cho các ngành mỹ học và chủ nghĩa Marx phương Tây. Ông cũng có liên quan với trường phái Frankfurt. Trong số các công trình lớn của ông với vai trò nhà phê bình văn học có thể kể đến những bài tiểu luận trong tiểu thuyết Elective Affinities của
Goethe; tác phẩm của Franz Kafka và Karl Kraus; lý thuyết dịch thuật; những câu chuyện của Nikolai Semyonovich Leskov; tác phẩm của Marcel Proust và phần lớn các bài thơ của Charles Baudelaire.